# Антессив
Антессив (сокращенно ante) — выделяемый в некоторых дравидийских языках в рамках пересмотра традиционной грамматической классификации (трактовавшей многие явления этих языков по аналогии с санскритом) падеж, обозначающий положение в пространстве перед чем-либо.
На примере тамильского языка показано, что наряду с собственно пространственным значением («Перед нашим домом находится храм») антессивный падеж используется в контекстах, где пространственный аспект второстепенен («Вор предстал перед судьёй») или полностью фигурален («В обучении письму он впереди всех»).